# Русские женщины (поэма)
«Ру́сские же́нщины» — поэма Николая Алексеевича Некрасова, рассказывающая о жёнах декабристов, последовавших за мужьями в Сибирь. Произведение состоит из двух самостоятельных частей. Первая, повествующая о княгине Екатерине Трубецкой, создана в 1871 году; вторая, написанная на основе воспоминаний Марии Волконской, завершена в 1872 году. Обе части были опубликованы в журнале «Отечественные записки» (1872, № 4 и 1873, том 206)

## Содержание поэмы «Русские Женщины»

### «Княгиня Трубецкая»
Действие поэмы, посвящённой княгине Трубецкой, начинается в момент прощания Екатерины Ивановны с отцом. Граф Лаваль, расставаясь с дочерью, не может сдержать слёз. В пути княгиня вспоминает стоящий на берегу высокий дом, где прошло её детство, балы и праздники, встречу с избранником.

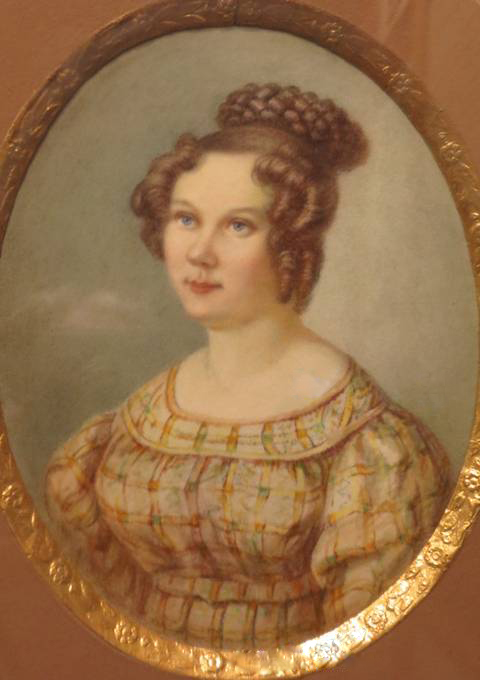
Екатерина Трубецкая

Через два месяца Екатерина Ивановна добирается до Иркутска, где её встречает сам губернатор. Княгиня ждёт, когда ей приготовят свежий экипаж; губернатор настоятельно просит её задержаться. Во время разговора он сообщает, что знако́м с графом Лавалем, после чего предлагает Екатерине Ивановне вернуться домой. Губернатор напоминает, что в тех краях, куда направляется Трубецкая, её будут окружать пять тысяч озлобленных каторжников, непрекращающиеся драки и разбой, короткое удушливое лето и долгая, длящаяся восемь месяцев зима.
Видя, что княгиня, несмотря ни на что, готова разделить участь своего мужа, губернатор приводит последний довод: если она поедет дальше, то лишится и дворянского титула, и прав на наследство. В этом случае к нерчинским рудникам она пойдёт по этапу под присмотром казаков. Услышав, что женщина готова двигаться вперёд даже с партией каторжников, губернатор признаётся, что получил приказ напугать как можно сильнее. Когда он понял, что никакие преграды её не остановят, то велел заложить для Трубецкой экипаж и пообещал лично доставить её к месту ссылки Сергея Петровича.

### «Княгиня М. Н. Волконская»
Поэма представляет собой записки княгини Волконской, адресованные внукам. Воспоминания начинаются с рассказа о киевском детстве героини. Мария Раевская с юных лет была окружена поклонниками, однако когда настало время выбора, она прислушалась к советам отца — генерала Раевского — и согласилась стать женой князя Волконского, с которым была едва знакома.

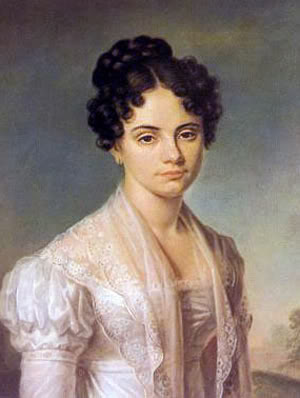
Мария Волконская

Однажды ночью княгиню разбудил муж, попросивший срочно разжечь камин. Не задавая лишних вопросов, Мария Николаевна принялась вместе с Сергеем Григорьевичем сжигать бумаги и документы, лежавшие в ящиках стола. Затем князь отвёз жену в отцовскую усадьбу и уехал. Родные успокаивали взволнованную женщину, объясняли, что в жизни генерала бывают и дальние походы, и тайные поручения; ей же, ожидающей первенца, надлежит думать о себе и будущем ребёнке.
Близкие, оберегая Марию Николаевну, долго не решались сообщить ей о том, что Сергей арестован и приговорён к каторжным работам. Когда княгиня узнала о приговоре и объявила о своём решении ехать к мужу в Сибирь, родители и братья пытались её остановить. Тяжелее всего было расставаться с маленьким сыном; ночь перед отъездом Мария Николаевна провела с ребёнком, у которого просила прощения за вынужденную разлуку. В пути Мария Николаевна навестила родственницу — Зинаиду Волконскую. Та поддержала Волконскую в её «роковой решимости». Вечером в московский дом Зинаиды Волконской съехались гости. Среди них был и Пушкин, которого Мария Николаевна знала с отроческих лет. Поэт пожелал княгине терпения, сил и здоровья. Затем была долгая дорога, завершившаяся встречей с мужем. Прежде чем обнять Сергея, княгиня опустилась на колени и приложила к губам его оковы.

## История создания
Созданию поэмы предшествовало знакомство Некрасова с сыном Сергея и Марии Волконских — Михаилом Сергеевичем, родившимся на Петровском заводе. Во время совместной охоты поэт расспрашивал Михаила Сергеевича о жизни декабристов в Забайкалье; тот, стараясь не касаться политической подоплёки, рассказывал о быте и нравах тех мест, где он вырос. Воспоминания Михаила Волконского, как и «Записки декабриста» Андрея Розена, были использованы в некрасовской поэме «Дедушка» (1870).
Выход «Дедушки» не погасил интереса поэта к теме русских женщин, добровольно последовавших за мужьями в Сибирь. Зимой 1871 года он приступил к сбору и детальному изучению доступных исторических материалов; лето провёл в Карабихе, работая над первой частью поэмы, которая в черновиках имела название «Декабристки». Основные проблемы, обозначенные поэтом уже после завершения «Княгини Трубецкой», были связаны, во-первых, с преодолением цензурных барьеров, «повелевающих касаться предмета только сторонкою»; во-вторых, «с крайней неподатливостью русских аристократов на сообщение фактов». Отсутствие фактов по делу Екатерины Трубецкой компенсировалось воображением автора, который «ясно представлял себе и отъезд Трубецкой, и бесконечно долгий зимний путь».

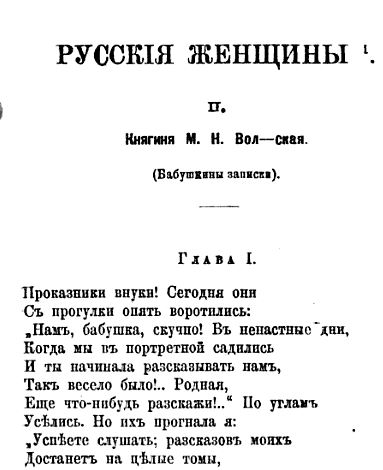
Первая публикация «Княгини М. Н. Волконской» в журнале «Отечественные записки» (1873, том 206)

Лето следующего, 1872 года, Некрасов посвятил работе над второй частью. Если образ Екатерины Трубецкой из-за скудности найденного материала получился, по мнению исследователей, «весьма далёким от реального», то характер Марии Волконской создавался на основе тех записок княгини, что хранились в доме её сына Михаила Сергеевича. Об этих воспоминаниях поэт узнал случайно; после долгих уговоров Михаил Волконский согласился прочитать их вслух, поставив в качестве обязательного условия познакомить его с предварительным — допечатным — вариантом будущей поэмы. Воспоминания были написаны по-французски. Сын декабриста, читавший и переводивший их в течение нескольких вечеров, впоследствии рассказывал о реакции Некрасова на некоторые эпизоды:

Вспоминаю, как при этом Николай Алексеевич по нескольку раз в вечер вскакивал со словами: «Довольно, не могу», бежал к камину, садился к нему и, схватясь руками за голову, плакал как ребёнок.
Интерес поэта к теме декабристок был настолько сильным, что после публикации первых двух частей он планировал приступить к третьей: в черновиках Некрасова, датированных мартом 1873 года, был найден план нового произведения с главной героиней Александрой Григорьевной Муравьёвой, скончавшейся на Петровском Заводе в 1832 году. Этот замысел остался неосуществлённым.

## Отзывы и рецензии
Поэма вызвала разноречивые отклики. Так, Михаил Сергеевич Волконский, познакомившийся с «Княгиней Трубецкой» в корректорской версии, нашёл «характер героини сильно изменённым по сравнению с оригиналом». Внеся по его просьбе некоторые коррективы в текст, автор тем не менее отказался удалить из поэмы те эпизоды, которые ему казались важными. Отправляя произведение в «Отечественные записки», Некрасов сопроводил рукопись ремаркой, что слишком поздно узнал о присутствующих в поэме фактических неточностях, однако для него главное — чтобы «не было неверности существенной».

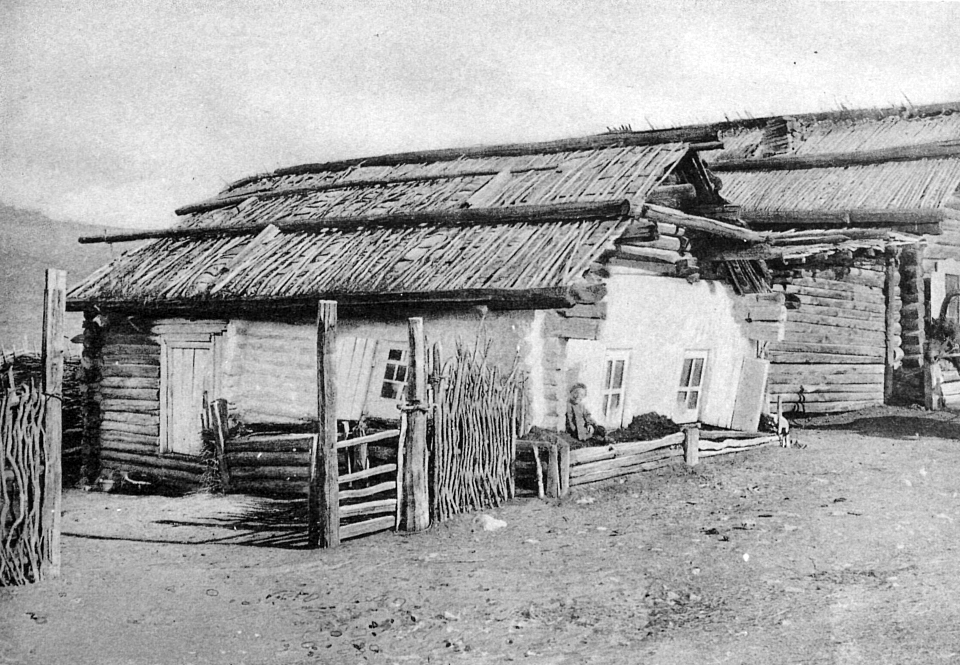
Благодатский рудник. Дом, где жили Е. И. Трубецкая и М. Н. Волконская

Те же самые претензии — отсутствие достоверности — прозвучали после выхода второй части от сестры княгини Волконской — Софьи Николаевны Раевской, выразившей недовольство тем, что «рассказ, который он [автор] вкладывает в уста моей сестры, был бы вполне уместен в устах какой-нибудь мужички». Достаточно резкие отзывы о «Русских женщинах» прозвучали со страниц «Санкт-Петербургских ведомостей» (1873, № 27) и «Русского мира» (1873, № 46).
Однако общий настрой прессы и читателей был благожелательный. В одном из писем брату Некрасов сообщил, что «Княгиня Волконская» имеет невиданный успех, «какого не имело ни одно из моих прежних писаний». Литературный критик Александр Скабичевский через несколько лет после выхода обеих частей поэмы признавался:

Я никак не могу припомнить ни одного художественного произведения, вышедшего в последние десять лет в нашей печати, которое произвело бы на публику такое сильное и цельное впечатление.

## Художественные особенности

### Первая часть
«Княгиня Трубецкая», написанная «быстрым, напряжённым ямбом», состоит из двух частей. Первая повествует о прощании героини с отцом, а также представляет собой череду воспоминаний о детстве, юности, балах, замужестве, путешествиях. Во второй части героиня, добравшаяся до Иркутска, демонстрирует волю и характер в противостоянии с губернатором. «Княгиня Трубецкая» создана методом «смежного изображения снов и яви»: во время долгой дороги Екатерина Ивановна то грезит наяву, то вновь погружается в сон, неотличимый от яви. По словам литературоведа Николая Скатова, фрагментарное строение первой части, являющейся «сплавом чередующихся картин» (реалистические воспоминания о жизни в Италии или восстании на Сенатской площади внезапно обрываются, переходя в романтические видения), применено автором сознательно: подобный калейдоскоп должен показать, что «героиня охвачена одним всепоглощающим порывом».
При создании образа Трубецкой Некрасов руководствовался теми сведениями, которые ему удалось почерпнуть из воспоминаний людей, знавших княгиню, а также из «Записок декабриста» Розена, рассказывавшего, что местное начальство получило специальное предписание использовать все возможности для «удержания жён государственных преступников от следования за мужьями»:

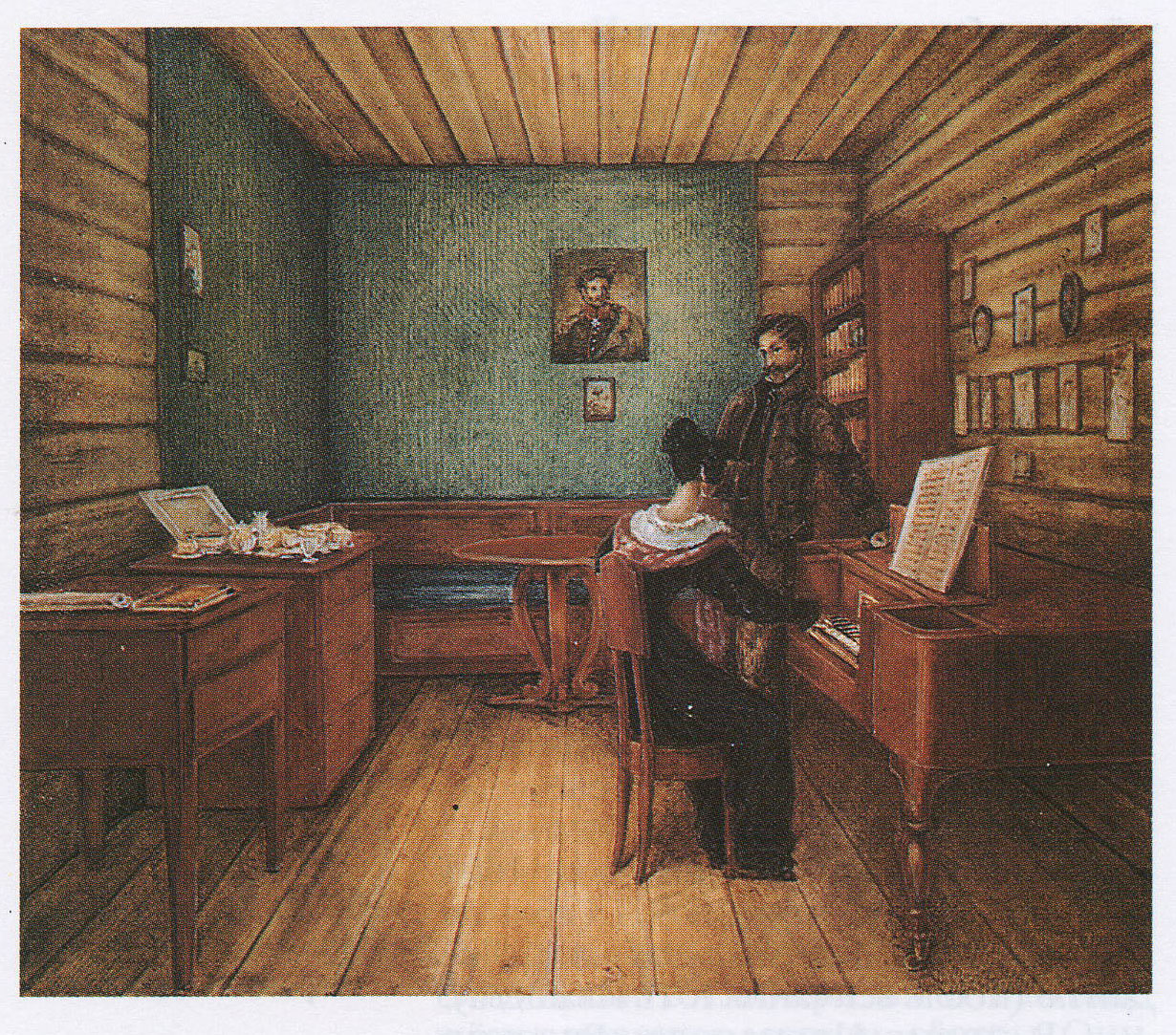
Н. Бестужев. «Волконский С. Г. с женой в камере в Петровской тюрьме». 1830

Он [губернатор] решился употребить последнее средство, уговаривал, упрашивал и, увидев все доводы и убеждения отринутыми, объявил, что не может иначе отправить её к мужу, как пешком с партией ссыльных по канату и по этапам. Она спокойно согласилась на это; тогда губернатор заплакал и сказал: «Вы поедете».

### Вторая часть
В «Княгине М. Н. Волконской» ямб сменяется «спокойным, разговорным амфибрахием»; темп и интонация тоже ломаются, переходя в лирическое повествование от первого лица. Здесь уже нет отрывочных впечатлений; всё действие представляет собой «семейные воспоминания» с точным соблюдением хронологии: детские годы, гордость за отца и фамилию, воспитание, выход в свет, замужество. В «Княгине М. Н. Волконской» автор неукоснительно следует композиции записок Марии Николаевны, сохранившихся в доме Михаила Сергеевича Волконского. Сами воспоминания достаточно подробно рассказывают о пребывании декабристов и их жён в Сибири, однако Некрасов взял из них лишь ту часть, в которой княгиня добирается до Нерчинска.

Тот факт, что в финале «Княгини Волконской» происходит встреча Волконской с Трубецкой и наконец свидание обеих с ссыльными, придаёт сюжетную завершённость обеим поэмам и произведению в целом.

### Образ Пушкина в поэме
Пушкина автор включает в действие второй части «Русских женщин» дважды. Вначале его образ возникает в тех воспоминаниях княгини Волконской, что относятся к беспечному периоду «проказ и кокетства». В ту пору поэт жил в доме генерала Раевского в Юрзуфе, затем вместе с его семьёй перебрался в Крым, где много общался с пятнадцатилетней Марией. Второй раз Пушкин появляется в поэме при драматических обстоятельствах: он приходит в салон к Зинаиде Волконской, чтобы проститься с уезжающей в Сибирь княгиней и дать ей напутствие в дорогу.
Обращаясь к Марии Николаевне, поэт произносит монолог, в котором напрочь отказывается от знакомого многим «привычного насмешливого тона»; в разговоре с Волконской он выступает как гуманист и радетель свободы, восхищающийся поступком княгини: «Поверьте, душевной такой чистоты / Не стоит сей свет ненавистный! / Блажен, кто меняет его суеты / На подвиг любви бескорыстной!» По мнению автора монографии «Мастерство Некрасова» Корнея Чуковского, адресованные Марии Николаевне слова Александра Сергеевича перекликаются со строфой из шестой главы «Евгения Онегина», не вошедшей в итоговую редакцию: «Среди бездушных гордецов, / Среди блистательных глупцов…/ В сем омуте, где с вами я / Купаюсь, милые друзья». Пушкинское напутствие в «Русских женщинах», согласно замыслу Некрасова, должно было завершиться словами:

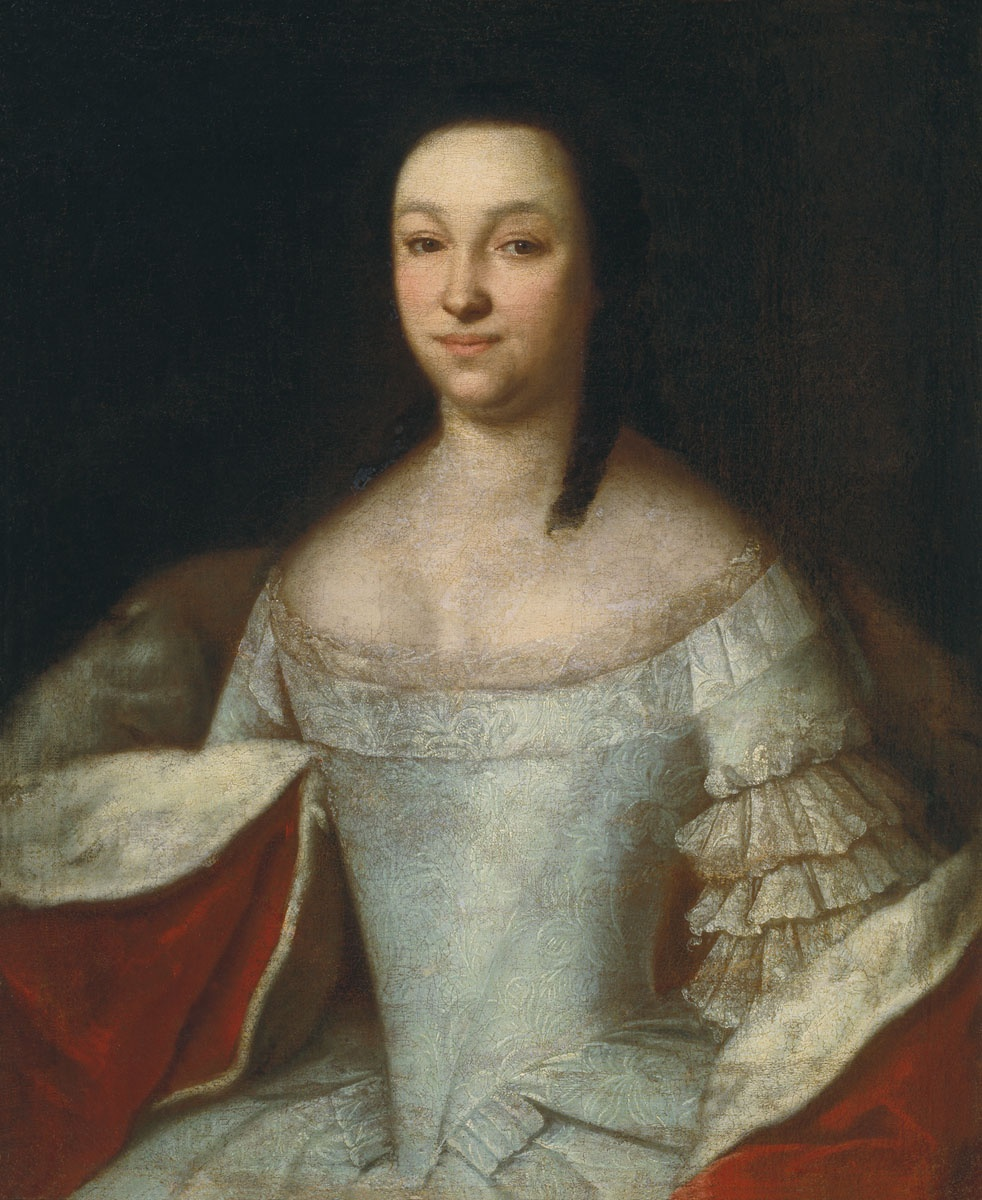
Наталья Долгорукова

  Пускай долговечнее мрамор могил,

  Чем крест деревянный в пустыне,

  Но свет Долгорукой ещё не забыл,

  А Бирона нет и в помине. 

Это четверостишие было изъято цензурой и не включалось в текст «Русских женщин» вплоть до 1949 года. Речь в нём идёт о юной Наталии Долгоруковой (Шереметевой), которая, став женой князя Ивана Долгорукова, через несколько дней после венчания отправилась вслед за мужем в ссылку в Берёзово. Отметив, что образ княгини Волконской близок характеру Наталии Долгоруковой, Чуковский уточнил, что в воспоминаниях Марии Николаевны рассказывается о Пушкине более сдержанно, чем в поэме; согласно её запискам, во время встречи в салоне Зинаиды Волконской поэт сообщил, что планирует завершить «Историю Пугачёва», а затем отправиться «в Нерчинские рудники просить пристанища». Однако до Нерчинска он не добрался.